# Нидаль Аль Ачкар
Нидаль Аль Ачкар (англ. Nidal Al Achkar; род. . 1934) — ливанская актриса и режиссёр театра, получила звание «величайшая дама ливанского театра».

## Биография
Нидаль Аль Ачкар была дочерью политического деятеля сирийской Социалистической националистической партии Асада аль-Ачкара. Она училась в Королевской академии драматического искусства в Лондоне.
В 1967 году она поставила свою первую пьесу в Бейруте, а в конце 1960-х годов создала театр-мастерскую в Бейруте.
После гражданской войны в Ливане Нидаль Аль Ачкар в 1994 году основала театр «Аль-Медина», восстановив здание, в котором размещался старый кинотеатр Сарулла.
Нидаль Аль Ачкар получила награду за достижения (Lifetime Achievement Award) в 2012 году Murex d’or. Вручая награду, министр культуры Ливана Габи Лайюн назвал её «подлинным выражением просвещения и культуры Ливана»
В одном из интервью в 2019 году Нидаль Аль Ачкар выразила мнение, что в арабском мире театр невозможен без «реальных, трансформативних революций», которые позволят обеспечить свободу слова и открытость.

## Фильмография
- 1998 — Вандомская площадь (фр. Place Vendome; Франция) — Салиа[5]

## Ссылка
- Нидаль Аль Ачкар (англ.) на сайте Internet Movie Database